# 图 (拓扑)
拓扑学中，图指拓扑空间，由通常的图{\displaystyle G=(E,V)}将顶点替换为点、将边{\displaystyle e=xy\in E}替换为单位区间{\displaystyle I=[0,1]}（当中0为与x相关的点，1为与y相关的点）。即，作为拓扑空间，图恰恰是1维单纯复形，也是1维CW复形。
于是，在用于胶合的商映射下，它具有集合的商拓扑
{\displaystyle X_{0}\sqcup \bigsqcup _{e\in E}I_{e}}
当中{\displaystyle X_{0}}是0骨架（对每个顶点{\displaystyle x\in V}含一个点），{\displaystyle I_{e}}是与之胶合的闭区间，每个边{\displaystyle e\in E}有一个，{\displaystyle \sqcup }是不交并。
这空间上的拓扑即称作图拓扑。

## 子图与树
图X的子图是子空间{\displaystyle Y\subseteq X}，也是图，且节点都包含在X的0骨架中。Y是子图，当且仅当其包含来自X的顶点和边，且封闭。
若子图{\displaystyle T\subseteq X}作为拓扑空间可收缩，则称作树。这等同于图论中树的通常定义，即无环连通图。

## 性质
- 当且仅当原图是连通图，图的关联拓扑空间才连通（关于图拓扑）。
- 每个连通图X至少包含一棵极大树{\displaystyle T\subseteq X}，即就集合包含在X的子树上诱导的阶来说，此树是最大的。[1]
- 若X是图，{\displaystyle T\subseteq X}是极大树，则基本群{\displaystyle \pi _{1}(X)}等于由元素{\displaystyle (f_{\alpha })_{\alpha \in A}}生成的自由群，当中{\displaystyle \{f_{\alpha }\}}双射对应于{\displaystyle X\setminus T}的边；事实上，X与圆的楔和同伦等价。[1]
- 按上述方式形成与图关联的拓扑空间，相当于图范畴到拓扑空间范畴的函子。

- 每个投影到图的覆叠空间也是图。[1]